# Tim Matavž
Tim Matavž (* 13. Januar 1989 in Šempeter pri Gorici) ist ein slowenischer Fußballspieler, der seit Januar 2023 beim kroatischen Verein HNK Gorica unter Vertrag steht. Seine bevorzugte Position ist der Sturm.

## Karriere

### Verein
Matavž begann seine Karriere bei NK Bilje, wo er bis 2004 spielte. Danach spielte er zwei Jahre lang für die Jugendmannschaften von ND Gorica, bevor er 2006 in den Profikader befördert wurde. Mit ND Gorica wurde er in der Saison 2006/07 slowenischer Vizemeister und nahm 2007 an der Qualifikation für den UEFA-Cup teil. Am 30. August 2007 wechselte Matavž zum FC Groningen, wo er einen Fünfjahresvertrag unterschrieb. Für die Saison 2008/09 wurde Matavž an den Zweitligisten FC Emmen ausgeliehen, kehrte jedoch bereits in der Winterpause wegen Verletzungsproblemen nach Groningen zurück. In der Saison 2009/10 war er mit 13 Toren bester Torschütze seines Teams.
Ende August 2011 wechselte er zum Ligakonkurrenten PSV Eindhoven. Dort gewann er 2012 den niederländischer Pokal.
Im Juli 2014 unterschrieb Matavž einen Fünfjahresvertrag beim Bundesligisten FC Augsburg. Er trägt beim FC Augsburg das Trikot mit der Rückennummer 23. Sein erstes Bundesligator schoss er am 29. August 2014, als er im Heimspiel gegen Borussia Dortmund in der 90. Minute zum 2:3 einköpfte. Am 1. Februar 2016 wurde Matavž bis Saisonende an den FC Genua verliehen. Am 30. August 2016 gab der 1. FC Nürnberg bekannt, dass Matavž mit sofortiger Wirkung auf Leihbasis bis zum Ende der Saison 2016/2017 verpflichtet wurde.
Ende Juni 2017 kehrte er in die niederländische Eredivisie zurück und unterschrieb einen Vertrag bei Vitesse Arnheim. Insgesamt bestritt Matavž 69 Ligaspiele mit 32 geschossenen Toren, drei Pokalspiele mit einem Tor und zwölf Europapokal-Spiele mit sieben Toren für Arnheim. Dazu kommt das im Elfmeterschießen verlorene Spiel um die Johan-Cruyff-Schale 2017 (niederländischer Supercup) gegen Feyenoord Rotterdam.
Nach Ablauf seines Vertrages wechselte er zu al-Wahda in den Vereinigten Arabischen Emiraten und unterschrieb dort einen Vertrag mit einer Laufzeit von zwei Jahren. Hier bestritt er 19 von 26 möglichen Ligaspielen, in denen er 12 Tore schoss, sowie ein Spiel im Ligapokal und sieben Spiele in der AFC Champions League einschließlich Qualifikation mit einem Tor.
Mitte August 2021 wechselte er zu Bursaspor in die TFF 1. Lig, der zweithöchsten türkischen Liga. Er unterschrieb dort einen Vertrag mit einer Laufzeit von zwei Jahren, mit der Option der Verlängerung um ein weiteres Jahr. Für Bursaspor stand er bei 16 von 22 möglichen Ligaspielen, in denen er zwei Tore schoss, und einem Pokalspiel auf dem Platz.
Mitte Februar 2022 erfolgte ein erneuter Vereinswechsel zu Omonia Nikosia in Zypern, wo er einen Vertrag bis zum Ende der Saison 2022/23 unterschrieb. Im Rest der Saison 2022/23 bestritt er 6 von 12 Ligaspielen, in denen er zwei Tore schoss, sowie fünf Pokalspiele, die mit dem Gewinn des zyprischen Pokals im Elfmeterschießen gegen Ethnikos Achnas endeten.
In der Folgesaison wurde er beim verlorenen Spiel um den zyprischen Supercup eingesetzt sowie vier von 19 möglichen Ligaspielen mit einem Tor und einem Europapokal-Spiel.
Mitte Januar 2023 wechselte er zu HNK Gorica in der 1. HNL, der obersten kroatischen Liga und unterschrieb dort einen Vertrag bis Sommer 2024.

### Nationalmannschaft
Für die slowenische U-21-Nationalmannschaft absolvierte Matavž 17 Spiele erzielte dabei sechs Tore. Für das WM-Qualifikationsspiel gegen San Marino am 12. August 2009 wurde er erstmals in die slowenische Fußballnationalmannschaft berufen, kam jedoch nicht zum Einsatz. Er wurde dann auch in das Aufgebot Sloweniens für die Fußball-Weltmeisterschaft 2010 berufen und absolvierte am 4. Juni 2010 sein erstes Länderspiel, als er beim Vorbereitungsspiel gegen Neuseeland eingewechselt wurde. Bei der WM kam er zu einem Einsatz, als er beim letzten Vorrundenspiel gegen England eingewechselt wurde.
Danach spielte er bis November 2020 bei insgesamt 39 Länderspielen.

## Erfolge
- KNVB-Pokal: 2012 (mit PSV)
- Gewinner zyprischer Pokal: 2021/22 (Omonia Nikosia)